# Phaeochora steinheilii
Phaeochora steinheilii är en svampart som först beskrevs av Jean François Montagne, och fick sitt nu gällande namn av E. Müll. 1965. Phaeochora steinheilii ingår i släktet Phaeochora och familjen Phaeochoraceae.   Inga underarter finns listade i Catalogue of Life.